# Narodnaja
Die Narodnaja (russisch Народная; auch (gora) Naroda, (гора) Народа) ist mit 1895 m der höchste Berg des Urals.
Der Berg liegt im Bereich des subpolaren Urals (russisch Приполярный Урал) im Nordwesten des Autonomen Kreises der Chanten und Mansen, nur etwa 500 Meter östlich der Grenze zur Republik Komi.
Die innereurasische Grenze verläuft entlang des Urals, demnach liegt die Narodnaja auf der definierten Grenze zwischen Europa und Asien. Je nachdem, wo man die innereurasische Grenze weiter südlich zwischen Kaspischem Meer und Schwarzem Meer fortsetzt und demnach den Kaukasus noch als Teil Europas zählt oder nicht, kann man die Narodnaja auch als höchsten Punkt des europäischen Teils Russlands zählen.
Der Berg wird von proterozoischen und kambrischen Quarziten und metamorphen Schiefern gebildet. Das Gebiet um die Narodnaja ist leicht vergletschert. In den tieferen Lagen ist der Berg von spärlicher Lärchen- und Birkentaiga, in den höheren von Bergtundra bedeckt.
Entdeckt, benannt und als höchster Berg des Urals erkannt wurde die Narodnaja von einer Expedition unter Leitung des Geologen A. N. Aleschkow im Jahre 1927.